# Università di Oxford
L'Università di Oxford (in inglese: University of Oxford) è la più antica università del mondo anglosassone. Talora si usa l'espressione Oxbridge per riferirsi allo stesso tempo sia all'Università di Oxford che all'Università di Cambridge.

## Storia

### Fondazione
La data di fondazione dell'università è incerta e potrebbe essere avvenuta a più riprese in diverse occasioni, ma esistono prove della presenza di un centro di studio e insegnamento almeno a partire dal 1096. Quando Enrico II d'Inghilterra proibì agli studenti anglosassoni di studiare all'Università di Parigi nel 1167, indusse molti eruditi inglesi a tornare in patria, facendo così crescere Oxford molto rapidamente. Nel 1188, lo storico Gerardo del Galles fece una lettura pubblica per assemblare gli studenti oxoniensi e due anni dopo, nel 1190, arrivò il primo studente straniero: Emo di Friesland. La fondazione della prima residenza per gli studenti (i futuri «college») e l'istituzione del ruolo del Chancellor (avvenuta nel 1201) risalgono proprio a tale periodo.
A seguito dell'esecuzione capitale di due studenti accusati di aver commesso dei crimini nel 1209, l'università fu smantellata, dando origine alla fondazione dell'università di Cambridge.

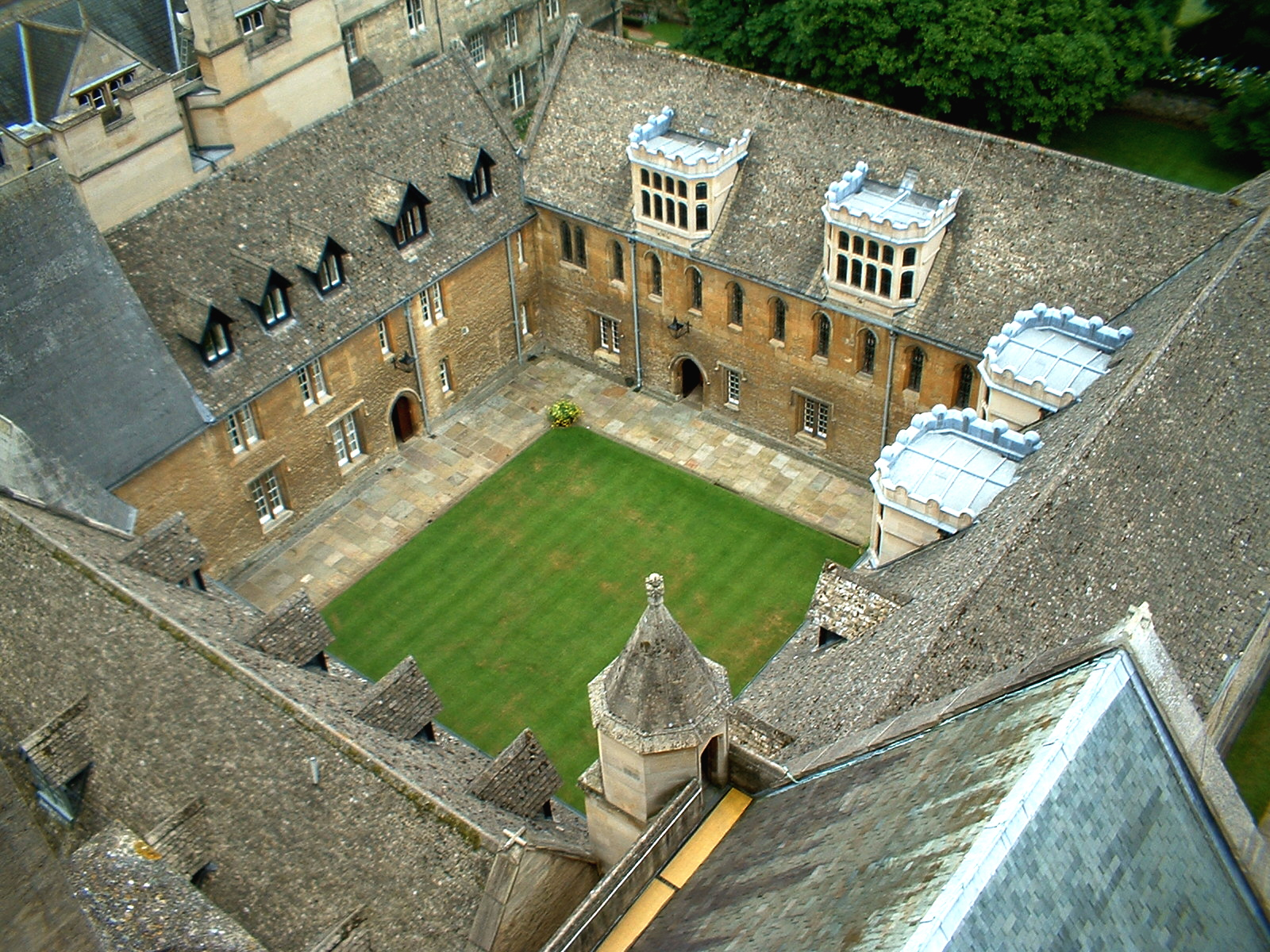
Cortile del Merton College, uno dei più antichi della città

In questi anni, gli studenti di Oxford erano soliti dividersi in due fazioni, in base alla nazione di provenienza, in rappresentanza del Nord (che riuniva gli Scozzesi o più generalmente coloro che provenivano da una regione al di sopra del fiume Trent) e del Sud (che comprendeva gli irlandesi, i gallesi e coloro «al di sotto del Trent»). Negli anni successivi, le origini geografiche continuarono ad influenzare l'adesione ad una confraternita o all'altra da parte di molti studenti, quando divenne d'uso comune l'appartenenza ad un college. In aggiunta a questo, nella metà del tredicesimo secolo ad Oxford si insediarono numerosi ordini religiosi, fra cui: i domenicani, i francescani, i carmelitani e gli agostiniani, acquisendo notevole influenza e aprendo residenze per gli studenti.
Nello stesso periodo, pure alcuni benefattori privati iniziarono a fondare college per gli studenti che si autogestivano. Tra i primi a cavalcare questo filone vi furono Guglielmo di Durham, che nel 1249 fondò lo University College e John Balliol, cui venne dedicato l'odierno Balliol College. Un altro benefattore, Walter de Merton, fissò una serie di regole e norme da rispettare nelle comunità di college: in tal senso, il suo Merton College divenne d'esempio per gli insediamenti simili a Oxford, superando addirittura i confini dell'Oxfordshire ed influendo anche sull'università di Cambridge. In seguito, un crescente numero di studenti iniziò a risiedere nei college, abbandonando quindi le residenze tenute dalle comunità religiose.
Nel 1333-34 vi fu il tentativo di alcuni studenti di fondare una nuova accademia presso Stamford, nel Lincolnshire; tale progetto fu bloccato dalle università di Oxford e Cambridge, con l'assenso del re Edoardo III. Fu così che Oxford e Cambridge divennero le uniche università sul suolo albionico: questo vero e proprio duopolio accademico, del tutto insolito nell'Europa occidentale, venne spezzato solamente negli anni 1820.

### Rinascimento

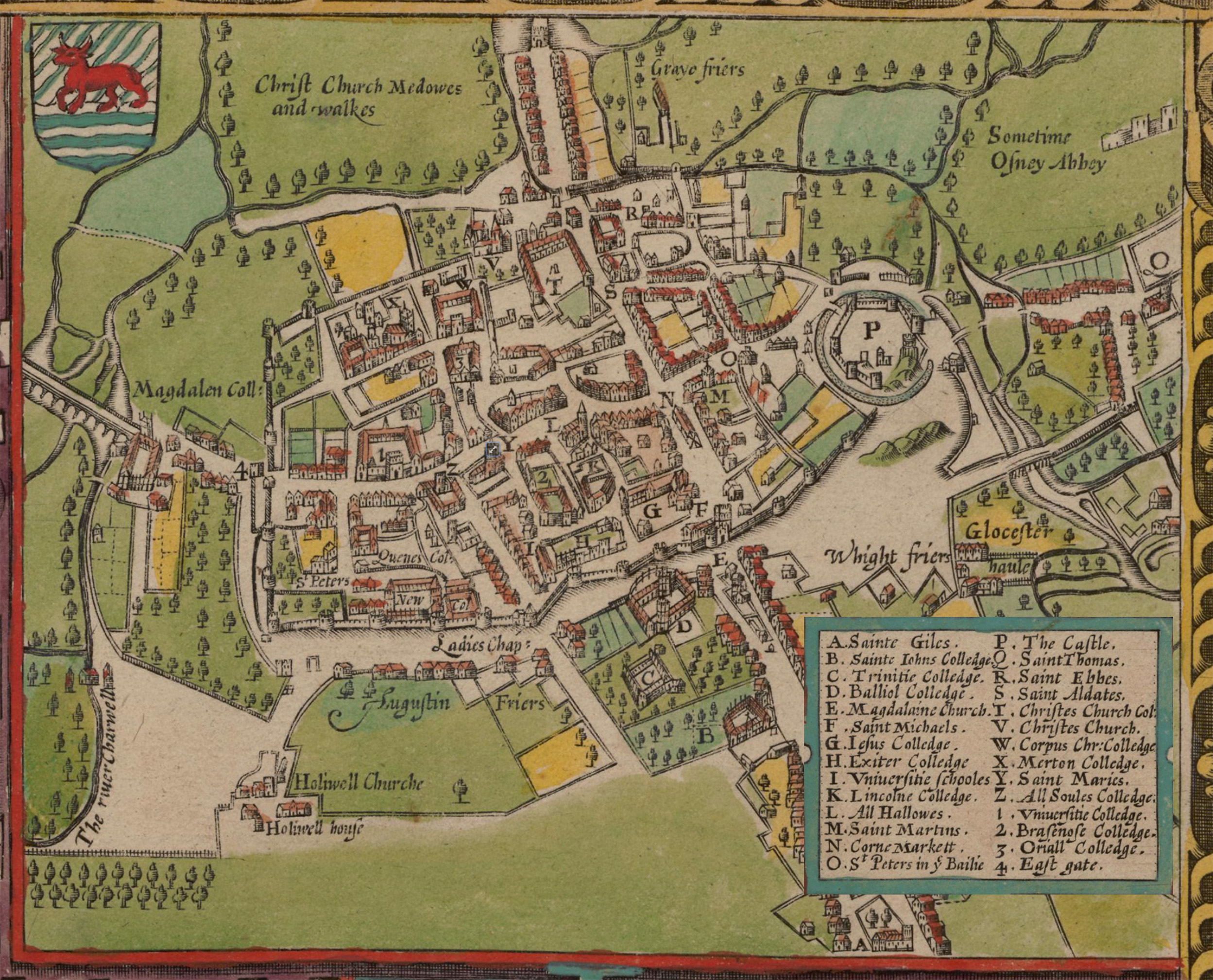
Nonostante nel 1605 Oxford si sviluppasse ancora all'interno delle mura cittadine, numerosi furono i collegi ubicati extra moenia (in questa mappa, realizzata da John Speed, il nord è in basso)

Il pensiero rinascimentale aveva trovato terreno fertile a Oxford, sin dalla fine del XV secolo. Tra i docenti di questo periodo, particolarmente degni di nota sono William Grocyn, che contribuì alla grande riscoperta della lingua greca in quegli anni e John Colet, noto per i suoi studi biblici.
Con la Riforma protestante numerosi furono i docenti oxoniensi che, ricusando siffatta obbedienza, fuggirono dall'Inghilterra per trovare riparo in altri atenei, primo tra tutti quello di Douai. In questo modo, i metodi di insegnamento vennero rinnovati: venne infatti abbandonata la filosofia cristiana medievale e abbracciate le nuove istanze rinascimentali. In questi anni, fra l'altro, i vari collegi subirono molteplici perdite finanziarie e confische di terreni, proprio a causa del clima religioso molto teso.
Nel 1636, il Cancelliere William Laud, arcivescovo di Canterbury, codificò per la prima volta gli statuti dell'università; questi, per la maggiore, rimasero in vigore sino alla metà dell'Ottocento. Gli influssi di Laud furono fondamentali anche per lo sviluppo della stampa universitaria, cui concesse numerosi privilegi e della Biblioteca Bodleiana.
L'università fu anche un centro di raduno dei monarchici nell'ambito della guerra civile inglese (1642–1649), mentre la città favoriva la causa perorata dai cosiddetti Roundhead. Ciononostante, già a partire dalla metà del Settecento l'Università iniziò ad assumere una posizione di neutralità rispetto alle varie fazioni politiche in contrasto.

### Età moderna

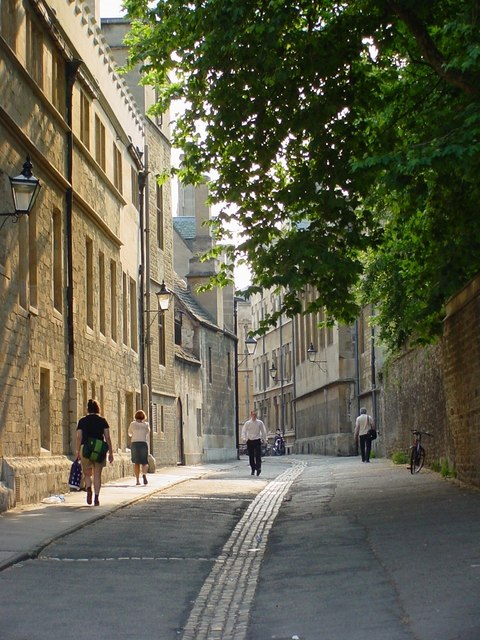
Brasenose Lane, strada su cui si affacciano tre college: il Brasenose, il Lincoln e l'Exeter

Durante l'Ottocento, l'Università conobbe la nascita del movimento di Oxford (1833–1845), che trovò in John Henry Newman uno dei maggiori esponenti. In questo modo, l'influenza delle università riformate in Germania oltrepassò la Manica, attraverso l'impulso di figure quali Edward Bouverie Pusey, Benjamin Jowett e Max Müller.
Questo, per il resto, fu un periodo di grandi riforme. Fu sostituito l'esame orale d'ammissione con una prova scritta; vi fu finalmente anche maggiore tolleranza verso i dissenzienti inglesi e vennero addirittura fondati quattro college femminili. Per di più, nonostante il tradizionale interesse da sempre rivolto verso le materie umanistiche, in questi anni le discipline scientifiche incominciarono ad assumere un rilievo sempre maggiore, mantenuto sino ai giorni nostri.
Nel 1914, poco prima dello scoppio della prima guerra mondiale, a Oxford vi erano più di tremila non laureati (studenti undergraduate) e circa cento laureati (i cosiddetti graduate). La Grande Guerra lasciò un segno profondo nell'Università: gli studenti caduti per cause riconducibili al conflitto furono in totale 2.716 (il 18,36% del totale). In questi anni, gli spazi accademici vennero messi a servizio dei militari feriti, trasformandosi in questo modo in un ospedale diffuso.
L'elenco dei grandi maestri dell'università di Oxford è davvero lungo e include molte personalità politiche e insigni studiosi di letteratura, scienze, e medicina.

## Strutture

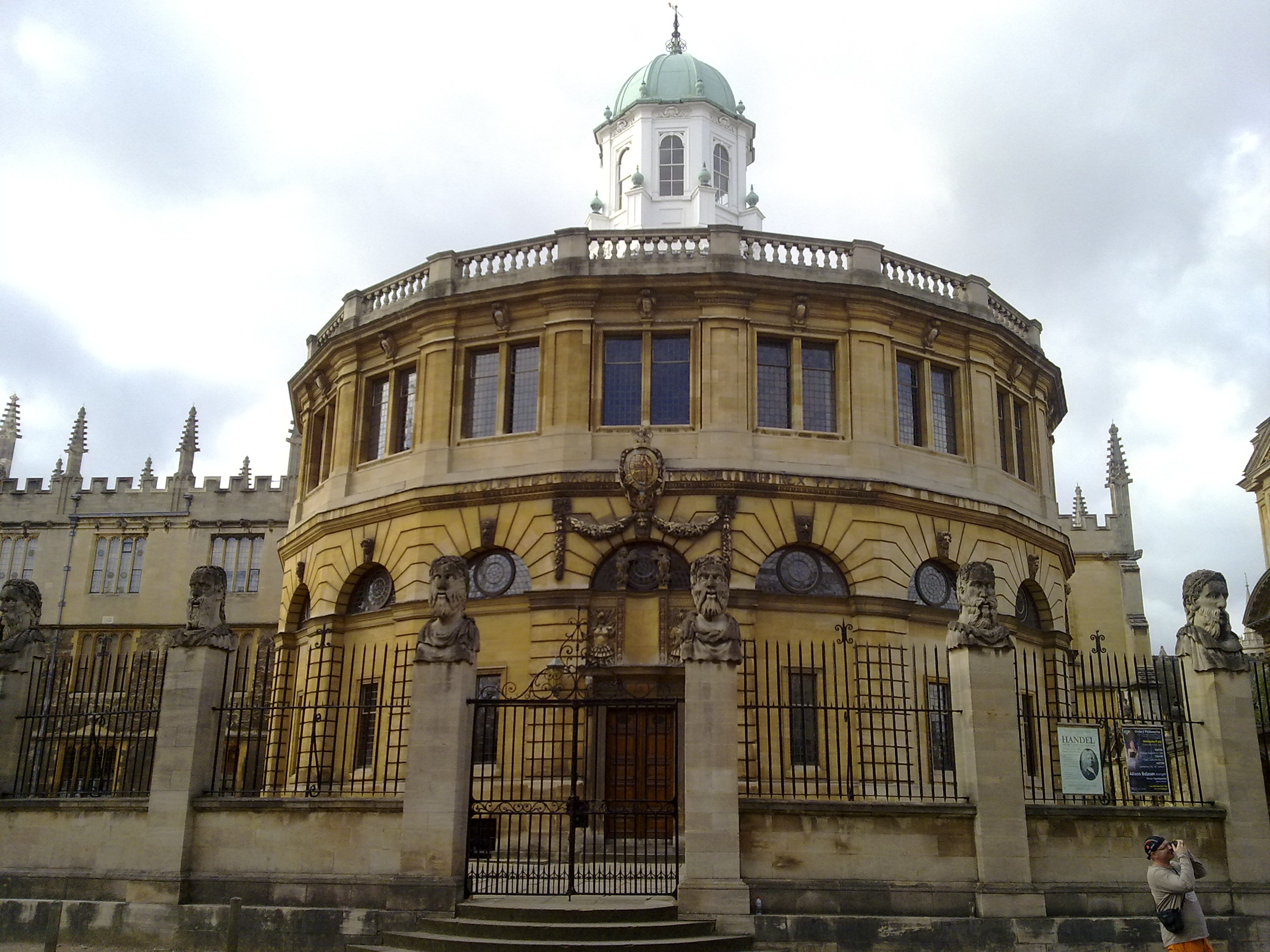
Nello Sheldonian Theatre hanno luogo spettacoli e sentitissime cerimonie

### Edifici
L'università non dispone di una cittadella universitaria; al contrario, i vari college, dipartimenti, alloggi sono sparsi disordinatamente nel centro della città. L'unica area a ricordare molto da vicino il concetto di «campus» è la Science Area, ovvero il complesso dei dipartimenti scientifici.
Il patrimonio architettonico dell'Università è vastissimo: tra le strutture più suggestive ed iconiche, vi sono la Radcliffe Camera, lo Sheldonian Theatre, usato per concerti, spettacoli e cerimonie ufficiali e le Examination Schools, dove hanno luogo gli esami ed alcune lectiones magistrales.

### Parchi

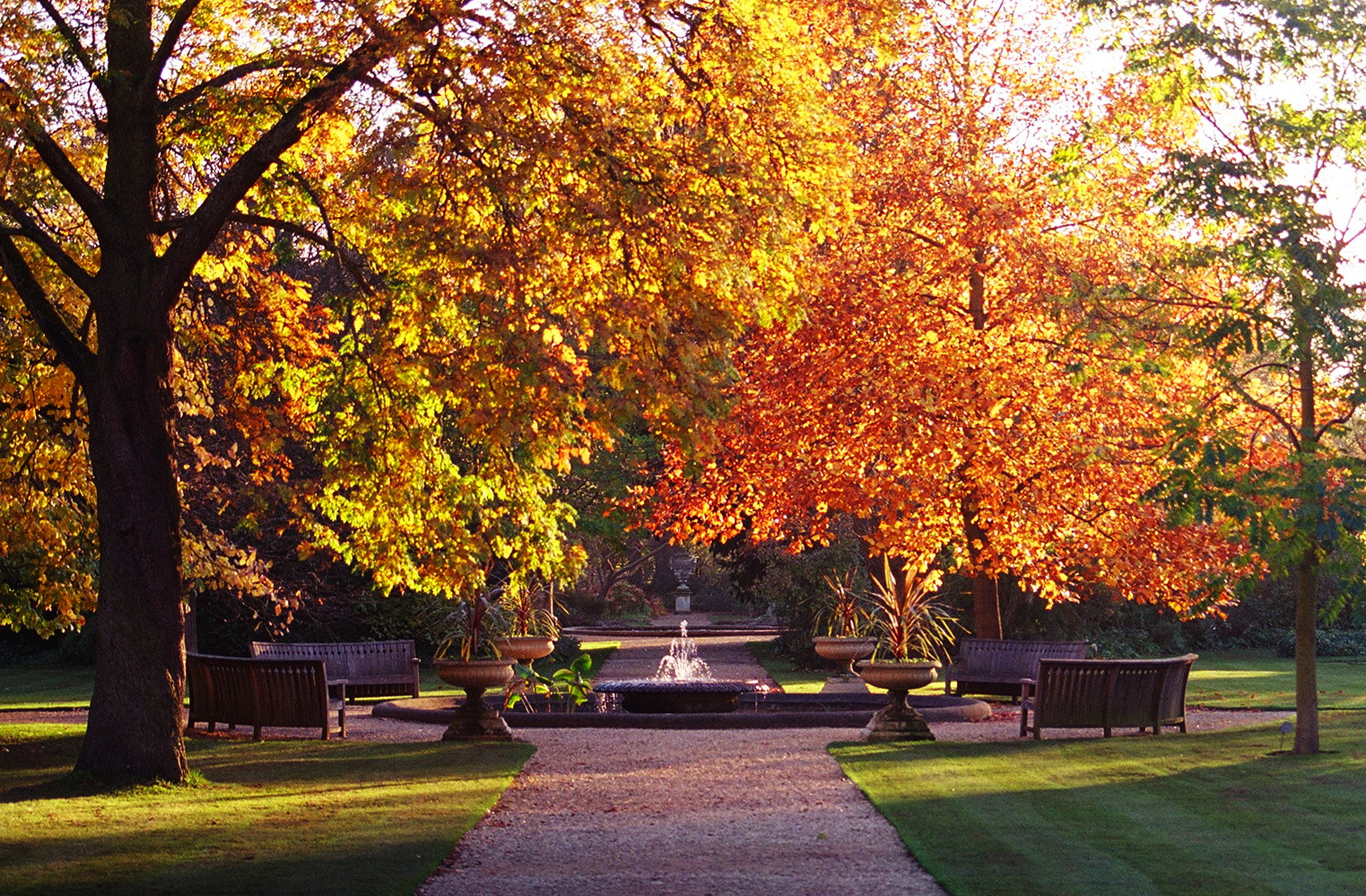
L'Orto botanico in autunno

Gli University Parks sono un parco cittadino di 28 ettari ubicato nel nord-est della città. Il parco pone a dimora numerose specie arboree, alcune delle quali sono anche esotiche; inoltre, è sede di diversi impianti sportivi, per ospitare partite ufficiali e non e di un'area che prende il nome di «Genetic Garden», un giardino sperimentale creato per indagare i processi evolutivi.
L'Orto botanico, antistante la High Street, è il più antico giardino botanico della Gran Bretagna. Nato nel 1621 per la coltivazione delle piante medicinali, l'Orto si estende su una superficie di 1,8 ettari e contiene oltre 8 000 specie vegetali, costituenti il 90% delle famiglie di piante superiori.
L'Università possiede anche altre aree verdi pure aperti al pubblico, fra le quali il bosco di Bagley ed i Christ Church Meadow.

## Organizzazione accademica

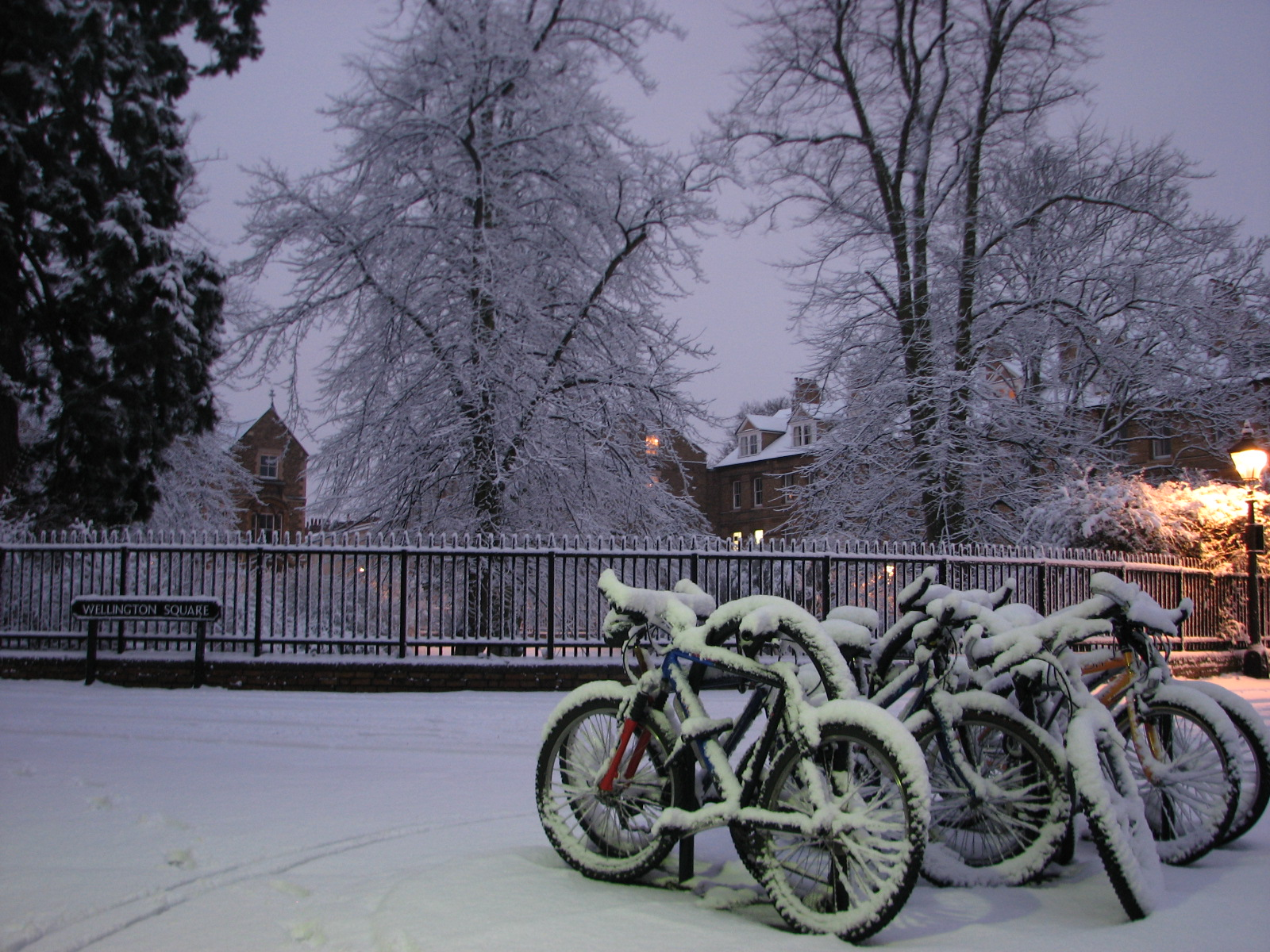
Il nome di Wellington Square è divenuto sinonimo delle aree amministrative dell'università ivi insediate

### Governance centrale
A capo dell'università vi è il Chancellor, il «Cancelliere» o rettore: il Chancellor attualmente in carica è Chris Patten. Il rettore, che rappresenta una figura meramente simbolica (non viene infatti coinvolto nelle questioni universitarie d'ogni giorno), viene nominato a vita dalla Convocation, un organo collegiale formato da tutti i laureati all'Università.
Il Vice-Chancellor (vicerettore), al 2015 Andrew D. Hamilton, è de facto l'organo al vertice dell'università e resta in carica per quattro anni. Un gradino al di sotto vi sono due proctors, nominati annualmente su base rotativa da due dei vari college. Il compito dei proctors è quello di verificare il pieno rispetto delle norme universitarie: ciò significa accertarsi sulla sicurezza e il comfort degli studenti, ma anche occuparsi delle questioni disciplinari o dei procedimenti più strettamente burocratici.

### Collegi
Per essere membro dell'Università, uno studente deve appartenere ad un collegio o ad una residenza privata permanente (hall, o PPH); sono attivi in totale 39 collegi e cinque hall, ciascuno con una propria organizzazione interna. Non in tutti i collegi sono disponibili tutti i corsi di studio, ma l'offerta formativa da loro proposta rimane comunque molto ampia.

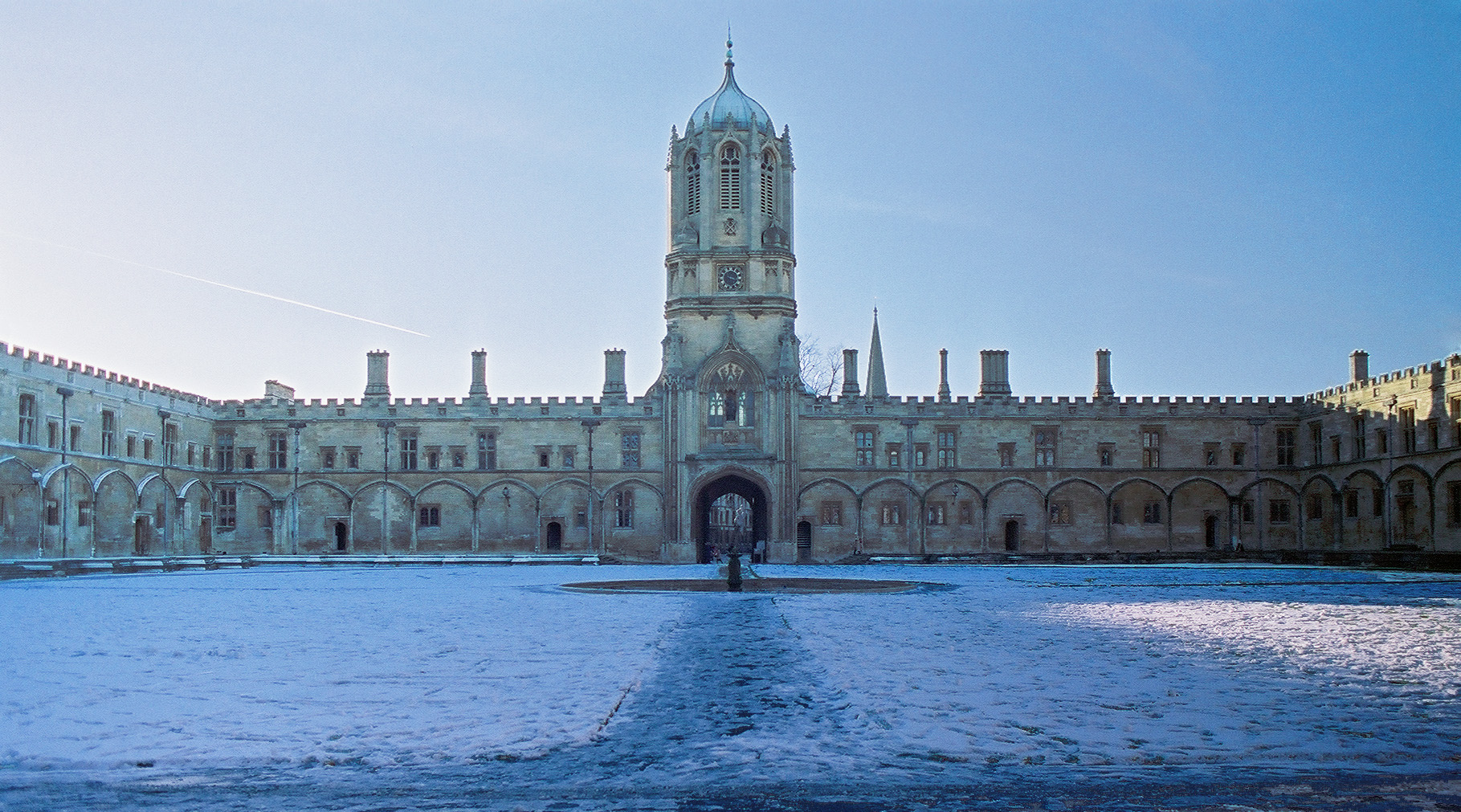
Il cortile del Christ Church (il cosiddetto Tom Quad) innevato

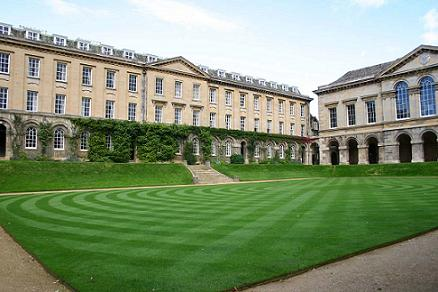
Worcester College

I collegi sono i seguenti:
- All Souls
- Balliol
- Brasenose
- Christ Church
- Corpus Christi
- Exeter
- Green Templeton
- Harris Manchester
- Hertford
- Jesus
- Keble
- Kellogg
- Lady Margaret Hall
- Linacre
- Lincoln
- Magdalen
- Mansfield
- Merton
- New College
- Nuffield
- Oriel
- Pembroke
- Queen's
- Reuben
- Somerville
- St Anne's
- St Antony's
- St Catherine's
- St Cross
- St Edmund Hall
- St Hilda's
- St Hugh's
- St John's
- St Peter's
- Trinity
- University
- Wadham
- Wolfson
- Worcester

Le cinque Permanent Private Halls sono:
- Blackfriars
- Campion Hall
- Regent's Park College
- St Stephen's House
- Wycliffe Hall

### Finanze
Si stima che, nel 2011/12, la ricchezza totale dell'università fosse intorno a 1016 milioni di sterline, dei quali 361 milioni distribuiti fra i vari collegi; le principali fonti di guadagno sono state i soldi messi a disposizione dal governo britannico sotto forma di sussidi per la ricerca (£409m), i finanziamenti all'insegnamento (£204m) e le rette scolastiche (£173m).

## Regius professor
Il titolo di regius professor è riservato a professori a tutti gli effetti ordinari dell'ateneo, ma che sono nominati dal re o da un suo delegato o la cui attività è patrocinata dalla Corona. All'Università di Oxford il titolo attribuisce di diritto il ruolo di canonico (laico) nella cattedrale di Oxford ed è riservato alle seguenti docenze:
- Regius Professor of Divinity (teologia): istituita dal re Enrico VIII nel 1535, è la più antica cattedra di "docenza regia" nell'Università di Oxford, ma anche in quella di Cambridge e al Trinity College di Dublino;
- Regius Professor of Civil Law (diritto civile): istituita da Enrico VIII nel 1540, tale professore è nominato dalla Corona con l'incarico di insegnare i principi e la storia del diritto romano;
- Regius Professor of Hebrew (ebraico): istituita da Enrico VIII nel 1546, per iniziativa di William Laud, arcivescovo di Cantenbury, a partire dal 1630 fu aperta irrevocabilmente una posizione di canonico a vita nella cattedrale di Oxford per chi detenesse tale incarico;
- Regius Professor of Medicine (medicina): istituita da Enrico VIII nel 1546, il titolo fu quello di Regius Professor of Physic fino ai primi anni del XX secolo;
- Regius Professor of Greek (greco antico): istituita da Enrico VIII nel 1546;
- Regius Professor of Modern History (storia moderna): istituita nel 1724, tale posizione accademica è stata sovente ricoperta da noti medievisti. Il titolare diviene d'ufficio membro del corpo docente dell'Oriel College di Oxford. Lyndal Roper (n. 1956) è stata la prima donna e la prima australiana[21] ad ottenere l'incarico nel 2011[22];
- Regius Professor of Moral and Pastoral Theology (morale e teologia pastorale): istituita dal Parlamento inglese nel 1840, divenne operativa due anni dopo. Il titolo originario di Professore di Teologia Pastorale fu ampliato nel 1933 a quello odierno di "Professore di Morale e Teologia Pastorale", su decisione del vescovo anglicano di Oxford Kenneth Escott Kirk (1886–1954). L'atto istitutivo prevedeva che il docente occupasse di diritto il ruolo di quarto canonico della Cattedrale di Cristo ad Oxford. Nel XX secolo è divenuto anche membro del Capitolo diocesano locale;
- Regius Professor of Ecclesiastical History (storia ecclesiastica): istituita dalla regina Vittoria nel 1842;
- Regius Professor of Mathematics (scienze matematiche): istituita nel 2016[23], corrisponde a tre cattedre di matematica in altrettante università britanniche. Le altre due sono: l'Università di St. Andrews per decreto del re Carlo II nel 1668[24] e l'Università di Warwick creata nel 2013 per commemorare il Giubileo di diamante di Elisabetta II[25][26].